# Lemerig
Le lemerig est une langue parlée dans le nord de l’île Vanua Lava, dans les îles Banks, au nord du Vanuatu. Avec seulement deux locuteurs, c’est une langue en danger,.

## La langue lemerig
Comme toutes les langues autochtones du Vanuatu, le lemerig appartient au groupe des langues océaniennes, lui-même une branche de la grande famille des langues austronésiennes.
La langue lemerig était autrefois parlée dans de petits hameaux sur la côte nord de Vanua Lava: Päk, Tolap, etc. Au cours du XXe siècle, ces hameaux se sont désertés, et les locuteurs du lemerig se sont dispersés dans les villages côtiers à l'ouest de l'île (Vera'a, zone de la langue vera'a) et à l'est (Qanglap, zone de la langue mwotlap). La conséquence de ces mouvements de population a été l'abandon de la langue lemerig au profit des langues dominantes de ces villages.

## Phonologie

### Voyelles
Le lemerig a onze voyelles.
|             | Antérieures | Centrale | Postérieures |
| ----------- | ----------- | -------- | ------------ |
| Fermées     | i           |          | u            |
| Mi-fermées  | ɪ • ø       |          | ʊ            |
| Mi-ouvertes | ɛ • œ       |          | ɔ            |
| Pré-ouverte | æ           |          | ɒ            |
| Ouvertes    |             | a        |              |

## Grammaire
Le système de pronoms personnels en lemerig marque la clusivité, et distingue quatre nombres grammaticaux (singulier, duel, triel, pluriel).